# 波尔多国立高等建筑与景观学校
波尔多国立高等建筑与景观学校（法語：École nationale supérieure d'architecture et de paysage de Bordeaux）是法国塔朗斯的一所建筑学校。学校隶属于法国文化部，是法国20所公立建筑学校之一。学校可授予法国建筑师文凭和景观设计师文凭。

## 外部連結
- 官方网站